# Eugene C. Ramsdell
Eugene C. Ramsdell (Unionville (New Hampshire), 15 maart 1850 – Boston, 2 september 1925) was een Amerikaans componist, dirigent, kornettist en muziekuitgever. Hij was de tweede zoon van het echtpaar Charles G. Ramsdell en Martha E. Whitcomb.

## Levensloop
Ramsdell was als kornettist in de Verenigde Staten heel bekend. Hij was dirigent van de Keene Brass band en zijn contract werd in 1879 vernieuwd. In 1886 richtte hij in Boston een muziekuitgeverij "Ramsdell Music Company" op, die in 1907 met de Cundy-Bettoney Company een fusie aanging. Ramsdell componeerde een groot aantal marsen, maar ook andere werken voor harmonieorkest en zelfs een opera.

## Composities

### Werken voor harmonieorkest
- 1884 Constance Overture
- 1897 The Merrie Musician Overture
- 1898 Harvard Students March
- 1906 The Old Mill, Idyll
- 1907 Ramona Overture
- Cuban Liberty
- Life on the Congo
- Our Colored Troops
- Queen Topaz
- Summer Pleasures
- Vivien entr'act

### Muziektheater

#### Opera's
| Voltooid in | titel         | aktes  | première | libretto |
| ----------- | ------------- | ------ | -------- | -------- |
| 1900        | Punkin Holler | 1 akte |          |          |